# Aiten Ahmed Yehia
Aiten Ahmed Yehia (* 29. September 2001) ist eine ägyptische Leichtathletin, die sich auf den Hochsprung spezialisiert hat.

## Sportliche Laufbahn
Erste internationale Erfahrungen sammelte Aiten Ahmed Yehia im Jahr 2021, als sie bei den Arabischen Meisterschaften in Radès mit übersprungenen 1,71 m die Bronzemedaille hinter der Marokkanerin Rhizlane Siba und Yousra Araar aus Algerien gewann. Im Jahr darauf startete sie bei den Afrikameisterschaften in Port Louis und belegte dort mit 1,70 m den achten Platz. 2023 gewann sie bei den Arabischen U23-Meisterschaften in Radès mit 1,68 m die Silbermedaille und 2025 sicherte sie sich bei den Arabischen Meisterschaften in Oran mit 1,73 m die Silbermedaille hinter der Algerierin Darina Hadil Rezik.  
In den Jahren von 2022 bis 2025 wurde Ahmed Yehia ägyptische Meisterin im Hochsprung.